# Mozarapski jezik
Mozarapski jezik (ISO 639-3: mxi; ajami), izumrli jezik šire pirenejsko-mozarapske skupine, kojim su se tijekom srednjeg vijeka, u vrijeme maurske okupacije, na području Španjolske služili Mozarabi, odnosno Židovi i kršćani preobraćeni na islam. Njihovi glavni gradski centri bili su Toledo, Sevilla i Córdoba.

## Vanjske poveznice
- Ethnologue (14th)
- Ethnologue (15th)
- Ethnologue (16th)
- The Mozarabic Language   Arhivirana inačica izvorne stranice od 25. prosinca 2009. (Wayback Machine)